# Liste der EBU-Boxeuropameister im Halbschwergewicht
Die folgende Liste enthält in chronologischer Reihenfolge sämtliche Profiboxer, welche sich im Laufe ihrer Karriere den Europameistertitel der European Boxing Union (EBU) im Halbschwergewicht (76,205 kg bis 79,379 kg) sichern konnten.

## EBU-Europameister im Halbschwergewicht
|    | Zeitraum                               | Boxer                   | Nationalität   | Titelverteidigungen |
| -- | -------------------------------------- | ----------------------- | -------------- | ------------------- |
| 1  | 12. Februar 1913 – 1913                | Georges Carpentier      | Frankreich     | 0                   |
| 2  | 24. September 1922 – 1923              | Battling Siki           | Frankreich     | 0                   |
| 3  | 27. April 1924 – 5. Januar 1926        | Louis Clement           | Schweiz        | 1                   |
| 4  | 5. Januar 1926 – 25. Juli 1926         | Herman van ’t Hof       | Niederlande    | 0                   |
| 5  | 25. Juli 1926 – 19. Juni 1927          | Fernand Delarge         | Belgien        | 2                   |
| 6  | 19. Juni 1927 – 1929                   | Max Schmeling           | Deutschland    | 2                   |
| 7  | 10. Februar 1929 – 1931                | Michele Bonaglia        | Italien        | 2                   |
| 8  | 18. März 1931 – 1932                   | Ernst Pistulla          | Deutschland    | 1                   |
| 9  | 25. Juni 1932 – 1932                   | Adolf Heuser            | Deutschland    | 0                   |
| 10 | 1. April 1933 – 1933                   | John Andersson          | Schweden       | 1                   |
| 11 | 7. Februar 1934 – 26. März 1934        | José Martínez de Alfara | Spanien        | 0                   |
| 12 | 26. März 1934 – 1935                   | Marcel Thil             | Frankreich     | 3                   |
| 13 | 9. August 1935 – 17. September 1935    | Merlo Preciso           | Italien        | 0                   |
| 14 | 17. September 1935 – 1. September 1936 | Heinz Lazek             | Österreich     | 2                   |
| 15 | 1. September 1936 – 25. März 1938      | Gustave Roth            | Belgien        | 5                   |
| 16 | 25. März 1938 – 1939                   | Adolf Heuser            | Deutschland    | 2                   |
| 17 | 5. April 1942 – 1942                   | Luigi Musina            | Italien        | 0                   |
| 18 | 8. September 1947 – 1948               | Freddie Mills           | Großbritannien | 1                   |
| 19 | 9. Juli 1950 – 27. März 1951           | Albert Yvel             | Frankreich     | 1                   |
| 20 | 27. März 1951 – 1951                   | Don Cockell             | Großbritannien | 1                   |
| 21 | 26. Juli 1952 – 1952                   | Conny Rux               | Deutschland    | 0                   |
| 22 | 12. Juli 1953 – 9. April 1954          | Jacques Hairabedian     | Frankreich     | 0                   |
| 23 | 9. April 1954 – 11. März 1955          | Gerhard Hecht           | Deutschland    | 1                   |
| 24 | 11. März 1955 – 12. Juni 1955          | Willi Hoepner           | Deutschland    | 0                   |
| 25 | 12. Juni 1955 – 12. Juli 1957          | Gerhard Hecht (2)       | Deutschland    | 1                   |
| 26 | 12. Juli 1957 – 30. Mai 1958           | Artenio Calzavara       | Italien        | 0                   |
| 27 | 30. Mai 1958 – 12. Dezember 1958       | Willi Hoepner (2)       | Deutschland    | 0                   |
| 28 | 12. Dezember 1958 – 1961               | Erich Schöppner         | Deutschland    | 4                   |
| 29 | 28. September 1962 – 4. April 1964     | Giulio Rinaldi          | Italien        | 1                   |
| 30 | 4. April 1964 – 1964                   | Gustav Scholz           | Deutschland    | 0                   |
| 31 | 8. Juli 1965 – 11. März 1966           | Giulio Rinaldi (2)      | Italien        | 0                   |
| 32 | 11. März 1966 – 2. Dezember 1967       | Piero del Papa          | Italien        | 4                   |
| 33 | 2. Dezember 1967 – 12. September 1968  | Lothar Stengel          | Deutschland    | 0                   |
| 34 | 12. September 1968 – 1969              | Tom Bogs                | Dänemark       | 1                   |
| 35 | 28. Juni 1969 – 6. Februar 1970        | Ivan Prebeg             | Kroatien       | 0                   |
| 36 | 6. Februar 1970 – 22. Januar 1971      | Piero del Papa (2)      | Italien        | 2                   |
| 37 | 22. Januar 1971 – 1. Februar 1972      | Conny Velensek          | Deutschland    | 1                   |
| 38 | 1. Februar 1972 – 14. November 1972    | Chris Finnegan          | Großbritannien | 1                   |
| 39 | 14. November 1972 – 13. März 1973      | Rüdiger Schmidtke       | Deutschland    | 0                   |
| 40 | 13. März 1973 – 1974                   | John Conteh             | Großbritannien | 3                   |
| 41 | 4. Dezember 1974 – 10. Juli 1976       | Domenico Adinolfi       | Italien        | 3                   |
| 42 | 10. Juli 1976 – 1977                   | Mate Parlov             | Kroatien       | 3                   |
| 43 | 26. November 1977 – 7. März 1979       | Aldo Traversaro         | Italien        | 3                   |
| 44 | 7. März 1979 – 2. Februar 1984         | Rudy Koopmans           | Niederlande    | 10                  |
| 45 | 2. Februar 1984 – 28. Mai 1984         | Richard Caramanolis     | Frankreich     | 0                   |
| 46 | 28. Mai 1984 – 11. November 1987       | Alex Blanchard          | Niederlande    | 5                   |
| 47 | 11. November 1987 – 7. September 1988  | Tom Collins             | Großbritannien | 1                   |
| 48 | 7. September 1988 – 7. November 1988   | Pedro van Raamsdonk     | Niederlande    | 0                   |
| 49 | 7. November 1988 – 13. Oktober 1989    | Jan Lefeber             | Niederlande    | 1                   |
| 50 | 13. Oktober 1989 – 11. August 1990     | Eric Nicoletta          | Frankreich     | 2                   |
| 51 | 11. August 1990 – 1991                 | Tom Collins (2)         | Großbritannien | 1                   |
| 52 | 28. Februar 1991 – 1992                | Graciano Rocchigiani    | Deutschland    | 1                   |
| 53 | 12. Mai 1993 – 5. März 1994            | Eddy Smulders           | Niederlande    | 1                   |
| 54 | 5. März 1994 – 1995                    | Fabrice Tiozzo          | Frankreich     | 2                   |
| 55 | 6. Mai 1995 – 1997                     | Eddy Smulders           | Niederlande    | 3                   |
| 56 | 1. März 1997 – 4. Oktober 1997         | Crawford Ashley         | Großbritannien | 1                   |
| 57 | 4. Oktober 1997 – 1998                 | Ole Klemetsen           | Norwegen       | 0                   |
| 58 | 26. September 1998 – 13. März 1999     | Crawford Ashley (2)     | Großbritannien | 0                   |
| 59 | 13. März 1999 – 1999                   | Clinton Woods           | Großbritannien | 0                   |
| 60 | 19. Juni 1999 – 2000                   | Mohamed Siluvangi       | Frankreich     | 0                   |
| 61 | 12. Februar 2000 – 2001                | Clinton Woods (2)       | Großbritannien | 1                   |
| 62 | 6. April 2001 – 12. Oktober 2002       | Yawe Davis              | Italien        | 1                   |
| 63 | 12. Oktober 2002 – 2002                | Thomas Ulrich           | Deutschland    | 0                   |
| 64 | 8. Februar 2003 – 2004                 | Stipe Drviš             | Kroatien       | 3                   |
| 65 | 17. Juli 2004 – 2005                   | Thomas Ulrich (2)       | Deutschland    | 1                   |
| 66 | 7. Januar 2006 – 2006                  | Stipe Drviš (2)         | Kroatien       | 1                   |
| 67 | 13. Januar 2007 – 23. Februar 2008     | Thomas Ulrich (3)       | Deutschland    | 1                   |
| 68 | 23. Februar 2008 – 2009                | Yuri Barashian          | Ukraine        | 0                   |
| 69 | 7. März 2009 – 2010                    | Jürgen Brähmer          | Deutschland    | 1                   |
| 70 | 13. Februar 2010 – 2010                | Nathan Cleverly         | Großbritannien | 0                   |
| 71 | 22. Januar 2011 – 7. Mai 2011          | Danny McIntosh          | Großbritannien | 0                   |
| 72 | 7. Mai 2011 – 2. Februar 2013          | Eduard Gutknecht        | Deutschland    | 3                   |
| 73 | 2. Februar 2013 – Oktober 2013         | Jürgen Brähmer (2)      | Deutschland    | 2                   |
| 74 | 11. April 2014 – April 2016            | Igor Mikhalkin          | Russland       | 3                   |
| 75 | 27. Mai 2016 – 12. November 2016       | Mehdi Amar              | Frankreich     | 0                   |
| 76 | 12. November 2016 – 2017               | Robert Stieglitz        | Deutschland    | 1                   |
| 77 | 1. Juli 2017 – Januar 2018             | Karo Murat              | Deutschland    | 0                   |
| 78 | 3. März 2018 – aktuell                 | Dominic Bösel           | Deutschland    | 0                   |

## Weitere Gewichtsklassen
- Liste der EBU-Boxeuropameister im Schwergewicht
- Liste der EBU-Boxeuropameister im Cruisergewicht
- Liste der EBU-Boxeuropameister im Supermittelgewicht
- Liste der EBU-Boxeuropameister im Mittelgewicht
- Liste der EBU-Boxeuropameister im Halbmittelgewicht